# Острова Комсомольской Правды
Острова Комсомо́льской Пра́вды — 9 островов в западной части моря Лаптевых, в составе Красноярского края.
Протянулись примерно на 40 км вдоль северо-восточного побережья Таймыра. От материка отделены проливом Свободной Кубы, шириной в самой узкой части 5,6 км. Острова Большой (20 на 11 км) и Самуила (14 на 5,6 км) являются наиболее крупными из них. Высота до 68 м (г. Жёлтая Горбушка в центре о. Большой). Рельеф холмистый, грунты образованы, главным образом, щебнем и супесями. Медальонно-щебнистые, структурные арктические тундры, на склонах о. Самуила развиты солифлюкционные террасы. Поверхность покрывает тундровая растительность. Несколько пересыхающих ручьёв до 4 км в длину. На востоке о. Самуила, на берегу пролива Диксонских Гидрографов, остатки полярной станции. Расположены северо-восточнее устьев заливов Терезы Клавенес и Симса. Остров Самуила и некоторые другие были открыты в 1736 году Василием Прончищевым. Западная группа островов образует архипелаг Вилькицкого.